# The Block Brochure: Welcome to the Soil 1
The Block Brochure: Welcome to the Soil 1 è il quindicesimo album del rapper statunitense E-40. L'album è parte di una trilogia pubblicata il 26 marzo del 2012, assieme a The Block Brochure: Welcome to the Soil 2 e The Block Brochure: Welcome to the Soil 3. Distribuito dalla EMI, è prodotto sotto l'etichetta Heavy On The Grind Entertainment.
Apprezzato dalla critica, l'album entra nella Billboard 200 e nelle classifiche degli album rap, R&B/Hip-Hop e degli album indipendenti.
| Recensione       | Giudizio |
| ---------------- | -------- |
| AllMusic         | [ 1 ]    |
| The A.V. Club    | B        |
| Dusted Magazine  | 80/100   |
| Fact Magazine    | [ 4 ]    |
| Pitchfork        | 7.9/10   |
| RapReviews       | [ 6 ]    |
| Spectrum Culture | [ 7 ]    |
| This Beat Goes   | [ 8 ]    |
| Totally Dublin   | [ 9 ]    |

## Tracce
1. Fast Lane – 3:26 (musica: Droop-E)
2. They Point (featuring Juicy J & 2 Chainz) – 4:13 (musica: Bangladesh)
3. Rock Stars – 4:18 (musica: Rick Rock)
4. Outta Town (featuring B-Legit & Laroo T.H.H.) – 5:00 (musica: DJ Toure)
5. What's My Name – 3:26 (musica: Tone Bone)
6. Slummin’ – 2:54 (musica: Rick Rock)
7. Do the Playa (featuring DecadeZ) – 3:31 (musica: Jelly Roll)
8. Cutlass (featuring B-Legit & Richie Rich) – 4:36 (musica: Mike Mosley & Sam Bostic)
9. Turn It Up – 4:02 (musica: C-Ballin)
10. Let's Fuck (featuring Gangsta Boo) – 4:19 (musica: Droop-E)
11. Bust Moves (featuring Droop-E & Big Omeezy) – 3:52 (musica: AJ)
12. Can You Feel It? (featuring B-Legit) – 4:34 (musica: Droop-E)
13. What Is It Over? (featuring J Banks) – 4:17 (musica: Droop-E)
14. In the Ghetto (featuring The Jacka & Rankin Scroo) – 5:43 (musica: Black Key Beats)
15. Rollin' (featuring Raheem DeVaughn, Laroo T.H.H., Mugzi, Work Dirty, Droop-E & Decadez) – 4:25 (musica: DJ Toure)
16. In This Thang Breh (featuring Turf Talk & Mistah F.A.B.) – 3:09 (musica: Tone Bone)
17. Mary Jane (featuring Christian Keez, Cousin Fik & Droop-E) – 4:07 (musica: The 8thgraders)
18. Help Me (featuring Mike Marshall & Go Hard Black) – 5:11 (musica: C-Ballin)

Durata totale: 75:03
Tracce bonus su iTunes
1. Blame It on the DJ (featuring C-Ballin) – 4:05 (musica: C-Ballin)
2. Beatin' the Trunk Loose – 4:18 (musica: Bosko)

Durata totale: 8:23

## Classifiche

### Classifiche settimanali
| Classifica (2012)         | Posizione massima |
| ------------------------- | ----------------- |
| Stati Uniti               | 59                |
| US Independent Albums     | 10                |
| US Top R&B/Hip-Hop Albums | 10                |
| US Top Rap Albums         | 9                 |